# Zsarnóczky Martin Balázs
Zsarnóczky Martin Balázs  (Gyöngyös, 1974. május 30. –) magyar szocio-közgazdász, életminőség- és jólétkutató. Apja Zsarnóczky József építőipari üzemvezető, Heves Megyei Állami Építőipari Vállalat. Édesanyja, Lévai Katalin építésztechnikus, amerikai és magyar állampolgár. Testvére Zsarnóczky Zsanett Nia oktató.

## Élete és munkássága
Gyermekkorát Gyöngyösön és Budapesten töltötte. Alapfokú és középiskolai tanulmányait Gyöngyösön és Egerben folytatta, amelyben meghatározó szerepe volt a turizmus, vendéglátás és szállodaiparnak. Szakma kiváló tanuló versenyen megyei II. helyezést ért el. A tanulmányait követően 19 évesen alapította első önálló gasztronómiai vállalkozását.
Felsőfokú tanulmányait a Kereskedelmi, Vendéglátóipari és Idegenforgalmi Főiskola (ma Budapesti Gazdaságtudományi Egyetem) Vendéglátó- és Szállodaipari szakirányán végezte, közgazdász minősítéssel. A világ legnagyobb hallgatói szervezetének az AIESEC volt tagja és Magyarországot képviselte a belgiumi világtalálkozón. A felsőoktatási évek alatt és azt követően kiváló szakmai, gyakorlati tapasztalatokat szerzett a Marriott Hotels and Resort, az IHG Hotels and Resorts és a P&O Princess Cruises a nemzetközi turizmusban érdekelt vállalatcsoportoknál.
Mesterképzését a Budapesti Gazdasági Egyetem jogelődjének közgazdásztanári szakán, turizmus és vendéglátó oktatási területen szerezte. A folyamatos képzés és tanulmányai mellett elkötelezett a magas minőségű szakmai oktatás iránt, volt magániskola fenntartó és szakmai igazgatóhelyettes.
Tudományos fokozatot a Szent István Egyetem Enyedi György Regionális Tudományok Doktori Iskolájában szerzett. Doktori kutatással töltött évei alatt, és azt követően rövid tanulmányokat folytatott a Twentei Egyetem (Enschede, Hollandia) geoinformatika és földtudományok, valamint a Wageningeni Egyetem és Kutatói központ (Wageningen, Hollandia) fenntartható turizmus szakán.
Az elméleti kutatás mellett nagy hangsúlyt fektet a tudás gyakorlati használhatóságára. Támogatja a fiatalok vállalkozásait és elkötelezett a vállalkozások fejlesztése iránt. Vállalkozási és gazdaságfejlesztési programot készített az első önkormányzati beruházásként megvalósult budapesti H13 inkubátorház alapításához. Lokálpatriótaként a gyöngyösi vállalkozásokat támogató intézménye a Kolaház, az Észak-magyarországi régió első és leginnovatívabb irodaházaként segítette a megyei fiatal vállalkozókat. Legsikeresebb inkubációjuk a hazai csomagfeladási ágazatban meghatározó Foxpost cég.
Társadalmi tevékenységeként a Fiatal Vállalkozók Szövetségének (FIVOSZ) Heves megyei koordinátora és mentora, a kamarai szervezetek aktív szereplője. A Budapesti Kereskedelmi és Iparkamara (BKIK) III. osztály elnökségi tagsága mellett vizsgabizottsági elnök és tag mind a Nemzeti Agrárkamara, mind a Heves Megyei Kereskedelmi és Iparkamara testületeiben. 2016-ban a Heves Megyei Kereskedelmi és Iparkamara elnökségi posztjáért indult a választáson. Külföldön az Amerikai-Magyar New York-i Kereskedelmi Kamara Oktatásért és Továbbképzésért felelős vezetője, a tanácsadó testület tagja.
Lelkes támogatója a művészeteknek. 10 éven keresztül volt igazgatója a budapesti ikonikus Casa de la Musica Hostel, Rendezvényközpont és Táncház intézménynek. Részt vett a ROHAM galéria alapításában. Igazgatója és szervezője volt a Világtáncfesztivál sorozatnak 5 éven keresztül, amelynek során először rendeztek egy nemzetközi eseményen belül olyan versenyeket és bemutatókat, amely magában foglalta a modern, divat és néptánc formációkat. A gyöngyösi Kortárs Palóc Tájház megálmodójaként sokakat inspirált a helyi palóc identitás és hagyományőrzés elmélyítésében.

## Kutatási területe, tudományos tevékenységek
Kutatási területét meghatározta a turizmusban meghatározó motiváció és élménygazdaság kölcsönhatásai. A nemzetközi egészségturizmus, az idős turizmus és az angolszász vendéglátóipar folyamatai mellett az életminőséggel és a jóléttel kapcsolatos kutatási eredményei a legjelentősebbek. Kutatási eredményeit, kreatív ötleteit nemzetközi szinten Brüsszelben, New Yorkban és Londonban is elismerték a hazai kiemelkedő eredményei mellett.
Az egészséges és sikeres öregedés területén kutatásokat végzett a legidősebb emberek után Indiában az Alsó-Himalája régiójában. A sikeres öregedés (egészséges) kutatási alapötletét az emberi test biológiai öregedéséből vezeti le, amelynek alapján (elméletben) nem mindenképpen szükségszerű, hogy az emberi öregedés folyamatához betegségek vagy defekciók párosuljanak.
Az általa alapított MatraLab kutatási centrum és a Pannon Egyetem Nagykanizsai Kampusza 1000 fős mintaszámú idősügyi kutatást végzett a nagykanizsai idősek körében, amelynek unikális kiszolgáltatottság kontra boldogság faktor összehasonlításának eredményeit követően komoly nemzetközi hírnévre és elismerésekre tett szert az idős kutatás életminőségének területén.
Az 1872-ben alapított, nagy tekintélyű Magyar Földrajzi Társaság Gyöngyös-Mátra-vidék osztály titkára. A Nemzetközi Mátrai Tudományos Konferenciák alapítója és aktív szervezője.

## Elismerések, kitüntetések
- Matra Resort - Equality-Friendly Initiative of the Year, Emerging Europe & European Development and Reconstruction Bank, London U.K., 2019
- Akadálymentes turizmus tervezése és legjobb gyakorlata, Mozgássérült Emberek Rehabilitációs Központja, Budapest, 2019
- 4th Annual New York Hungarian Scientific Society Fundraising and Gala Dinner, New York, 2018
- Magyar Regionális Tudományos Társaság, Pécs, 2018
- TOP30 Early Carrier Researcher MasterClass, Európai Bizottság, Brüsszel, 2018

## Oktatási tevékenységei
Oktatói tevékenységét a Moholy-Nagy Művészeti Egyetemen kezdte 2009-ben. Azóta a hazai felsőoktatási intézmények közül az alábbiakban oktatott: Magyar Táncművészeti Egyetem, Budapesti Gazdasági Egyetem, Szent István Egyetem, Eszterházy Károly Egyetem, Budapesti Corvinus Egyetem. Jelenleg a Kodolányi János Egyetem Fenntartható Gazdaság Turizmus Tanszékének docense.
Külföldi egyetemek közül legjelentősebb oktatási tevékenységeit Európában a WSG University of Economy (Bydgoszcz, Lengyelország) és Amerikában pedig a Boston University (Boston, Massachusetts) folytatta. 

## Válogatott publikációk

### Könyvek
1. Zsarnóczky Martin: Egészségturizmus 2.0. Parádsasvár, Matralab Nonprofit Kft. (2018) ISBN 9786150019406
2. Zsarnóczky Martin; Zsarnóczky-Dulházi Fanni: Innováció és egészségtudatosság. Parádsasvár, Matralab Nonprofit Kft. (2018) ISBN 9786158116008
3. Zsarnóczky Martin: The Challenges of Modern Tourism Planning. Parádsasvár, Matralab Nonprofit Kft. (2019) ISBN 9786158116015
4. Zsarnóczky Martin: A sikeres időskor esszenciái: életminőség és jól-lét. Parádsasvár, Matralab Nonprofit Kft (2019) ISBN 9786158116039

### Kiemelt angol nyelvű tudományos cikkek
1. Zsarnoczky Martin (2016): Innovation Challenges of the Silver Economy. Vadyba: Journal of Management 28: (1) pp. 105–109.
2. Zsarnoczky Martin (2017): The future of sustainable rural tourism development - the impacts of climate change. Annals of the Polish Association of Agricultural and Agribusiness Economists 19: (3) pp. 337–344.
3. Zsarnoczky Martin (2017): How does Artificial Intelligence Affect the Tourism Industry? Vadyba: Journal of Management 31: (2) pp. 85–90.
4. Zsarnoczky Martin (2018): The Digital Future of the Tourism & Hospitality Industry. Boston Hospitality Review 6: (2) pp. 1–10.
5. Zsarnoczky Martin (2019): Shift-Share Analysis of the Impact of Tourism on Local Incomes in Hungary. Geografijos Metrastis Annales Geographicae – The Geographical Yearbook 2018: (51) pp. 47–60.

### Kiemelt magyar nyelvű tudományos cikkek
1. Zsarnóczky Martin (2017): Turizmustervezés az egészségturizmusban. Acta Carolus Robertus 7: (2) pp. 235–253.
2. Zsarnóczky Martin (2018): Generációs sajátosságok vizsgálata turizmusfogyasztási szokások alapján. In: Fata, Ildikó; Kissné, Budai Rita (szerk.) Emberközpontú tudomány: Tanulmánykötet a Magyar Tudomány Ünnepe alkalmából. Budapest, Tomori Pál Főiskola, pp. 256–265
3. Zsarnóczky Martin (2019): A kompatibilitás fontossága az akadálymentes turizmus speciális szegmensében. In: Gyurkó, Á; Somodi-Tóth, O (szerk.) #Turizmus #szálloda #vendéglátás: jubileumi kiadvány az Eszterházy Károly Egyetem Turizmus tanszék alapításának 10. évfordulója alkalmából. Eger, Líceum Kiadó, pp. 173–182.
4. Zsarnóczky Martin (2019): A palóc azonosságtudat kutatás eredményei az online média felhasználók és a gyöngyösi kortárs palóc tájház látogatói között. A Falu XXXIV: (2) pp. 5–16.
5. Zsarnóczky Martin (2019): Az egészségturizmus folyamatainak terminológiai változásai. Turizmus Bulletin XIX: (1) pp. 36–44.